# Cetate (Dolj)
Pour les articles homonymes, voir Cetate.
Cetate est une commune roumaine située dans le județ de Dolj.